# Novath György
Novath György (Székesfehérvár, 1958. január 1. –) labdarúgó, középpályás, beállós. Az 1984-85-ös UEFA-kupa idényben döntős Videoton játékosa.

## Pályafutása
1977-ig a székesfehérvári Alba Regia Ikarus csapatában játszott. Innen került a Videotonhoz, ahol teljes élvonalbeli pályafutását töltötte 1982-ben MNK döntős volt a csapattal. 1989-ig. Tagja volt a sorozatban két bajnoki bronzérmet és UEFA-kupa második helyet szerző csapatnak. 1989-ben 6 alkalommal szerepelt az olimpiai válogatottban is. Ebben az évben az osztrák tartományi bajnokságban szereplő Kirschlag csapatához szerződött, majd a DVTK-ban szerepelt..

## Sikerei, díjai
- Magyar bajnokság
  - 3.: 1983–1984, 1984–1985
- Magyar Népköztársasági Kupa (MNK)
  - döntős: 1982
- UEFA-kupa
  - döntős: 1984–1985

## Külső hivatkozások
- Csuhay gólja… – 2005. április 23.
- Húsz éve játszott UEFA-kupa-döntőt a Videoton Archiválva 2009. március 16-i dátummal a Wayback Machine-ben – 2005. május 7.